# 1679 Nevanlinna
1679 Nevanlinna eller 1941 FR är en asteroid i huvudbältet som upptäcktes den 18 mars 1941 av den finska astronomen Liisi Oterma vid Storheikkilä observatorium. Den har fått sitt namn efter den finske matematikern Rolf Nevanlinna.
Asteroiden har en diameter på ungefär 52 kilometer.